# Józef Pilarz
Józef Walerian Pilarz (Barlinek; 10 de Junho de 1956 — ) é um político da Polónia. Ele foi eleito para a Sejm em 25 de Setembro de 2005 com 6083 votos em 37 no distrito de Konin, candidato pelas listas do partido Samoobrona Rzeczpospolitej Polskiej.